# Era de la Gavarnera
L'Era de la Gavarnera és un indret del terme municipal de Conca de Dalt, a l'antic terme d'Hortoneda de la Conca, al Pallars Jussà.
Es tracta d'un lloc que devia servir d'era per a batre els cereals collits a la zona de la Gavarnera, activitat que li donà el nom. Està situada a l'extrem sud-oriental del Serrat Gros, al sud-oest de l'extrem occidental de l'Obaga de la Cogulla i al nord-est de la Solana de la Gavarnera.